# مارتي جولد
مارتي جولد (بالإنجليزية: Marty Gold)‏ هو ملحن وعازف بيانو أمريكي، ولد في 26 ديسمبر 1915، وتوفي في 14 يناير 2011.

## وصلات خارجية
- مارتي جولد على موقع IMDb (الإنجليزية)
- مارتي جولد على موقع ميوزك برينز (الإنجليزية)
- مارتي جولد على موقع ديسكوغز (الإنجليزية)